# سانادا نوبوتسونا
سانادا نوبوتسونا (به ژاپنی: 真田 信綱 Sanada Nobutsuna)؛ (۱۵۳۷ – ۱۵۷۵) یک سامورایی در دوره سنگوکو و یکی از ۲۴ ژنرال تاکدا شینگن بود.